# Rautaisenjärvi
Rautaisenjärvi eller Rautasenjärvi är en sjö i Finland. Den ligger i kommunen Seinäjoki i landskapet Södra Österbotten, i den sydvästra delen av landet, 300 km norr om huvudstaden Helsingfors. Rautaisenjärvi ligger 64 meter över havet. Arean är 7,1 hektar och strandlinjen är 1,72 kilometer lång. Sjön  ingår i Kyro älvs huvudavrinningsområde.   I omgivningarna runt Rautaisenjärvi växer i huvudsak blandskog.